# 圖利亞
51°40′24″N 30°42′29″E / 51.67333°N 30.70806°E
圖利亞（烏克蘭語：Тулія），是烏克蘭北部的村莊，隸屬切爾尼希夫州的切爾尼希夫區。該村始建於1826年，面積0.14平方公里，海拔高度153米，2001年人口12，人口密度每平方公里85.7人。